# 千眼寺 (館林市)
千眼寺（せんげんじ）は、群馬県館林市仲町にある真言宗豊山派の寺院。

## 歴史
1232年（貞永元年）、英弁によって開山された。
かつては現在の京都府京都市右京区嵯峨の大覚寺の直轄寺院であった。上野国邑楽郡上三林村（現・同市上三林町）の真観寺と下三林村（現・同市下三林町）の観音寺を末寺として擁していた。現在は長谷寺を本山とする真言宗豊山派に属している。
1882年（明治15年）に火災に遭ったが、1893年（明治26年）に再建されている。1908年（明治41年）に末寺の観音寺を吸収合併した。
現在の本堂は2019年（令和元年）に新築されたものである。

## 交通アクセス
- 館林駅より徒歩11分。